# María Luisa Landín
María Luisa Landín Rodríguez (* 9. Oktober 1921 in Mexiko-Stadt; † 20. Juni 2014 ebenda) war eine mexikanische Sängerin.

## Leben
Landín gründete mit ihrer Schwester Avelina 1935 das Duo Pirita y Jade, das bei Feiern auftrat und 1936 bei der Rundfunkstation XEYZ debütierte. 1938 wurden sie vom Sender XEQ (Radio Panamericana) unter Vertrag genommen und traten zunächst als Dúo Mari-Lina, später als El Dúo de las Hermanas Landín neben dem Duo Águila (Esperanza und María de la Paz Águila Villalobos) auf. Als Duo nahmen sie Titel auf wie A ti qué von Alberto Domínguez, A dónde irán von Rodolfo Mendiolea, Yo quiero la vida, Aquella noche, Si tú me pides und Háblame de amor von Gabriel Ruiz, Cariñito von Manuel Renteria, La Guía von Méndez Castillo, La noche, tú y yo von Rafael Hernández, Mi amor de ayer von Tamayo Ortega, Mi destino fue quererte und Mi único amor von Felipe Valdéz Leal, Mujercita castigada von Fernando Z. Maldonado, Pasional von Consuelo Velásquez, Pobre de mí von Agustín Lara, Tengo que sufrir von Claudio Estrada, Tengo un nuevo amor von Ernesto Lecuona und Yo no sé lo que me pasa von Fernando Mulens.
Nach der Heirat ihrer Schwester wurde María Luisa Landín von Carlos Riverol an der Teatro de Bellas Artes engagiert, wo sie mit dem Tenor Néstor Mesta Chayres auftrat. Mit diesem sang sie auch in Rundfunkproduktionen und nahm als Duo Chayres-Landin eine LP auf. Ihren ersten internationalen Erfolge hatte Landín 1942 mit Rafael Hernández Maríns Canción del alma und mit Abel Domínguez Borrás’ Hay que saber perder. 1949 war sie in dem Film Himmel über den Sümpfen zu sehen.
Nach einer erfolgreichen Südamerikatournee schloss sie 1949 einen Exklusivvertrag mit dem Sender XEW, wo sie in einem Programm mit Schriftstellern, Komponisten, Musikern, Dirigenten und Schauspielern bestritt. Im gleichen Jahr nahm sie Pedro Flores’ Song Amor Perdido im Arrangement von Rafael de Paz mit dem Orchester von José Sabre Marroquín auf, der einer der erfolgreichsten Titel im lateinamerikanischen Rundfunk wurde. Gustavo de León und Antonio Nicoly produzierten mit dem Regisseur Miguel Morayata den gleichnamigen Film nach einer Vorlage von Victor Mora. Landín unternahm weitere Konzertreisen und trat u. a. in Havanna, Los Angeles, San Francisco, Santo Domingo, Caracas, Maracaibo, Lima, Bogotá, Medellín, Calí, Madrid, Santiago de Chile, Buenos Aires, Puerto Rico und Panama auf. Während ihrer (zweiten) Ehe mit dem kubanischen Komponisten Fernando Mulens lebte sie in Havanna.
Komponisten wie July Steiner, Consuelo Velásquez, Rafael Hernández Marín, Federico Baena, Alberto Salinas, Antonio Núñez, Alberto Muñoz, Pablo Valdéz, Mario Ruiz Armengol, Miguel Acuña, Rodolfo Mendiolea, Miguel Ángel Pazos, Marcelo Rey, Miguel Ángel Valladares, Claudio Estrada, Oscar Kinleiner, Rafael de Paz, Ivon Curi, Juan B. Leonardo, Domingo Fabiano, Minerva Magaña, Pablo Valdéz Hernández, Alberto Domínguez, Luciano Miral, José Alfredo Jiménez und Carlos Gómez Barrera schrieben Lieder für sie. Schließlich erwarb sie den Ruf der reina del bolero („Königin des Bolero“).